# Irmandade do Santíssimo Sacramento

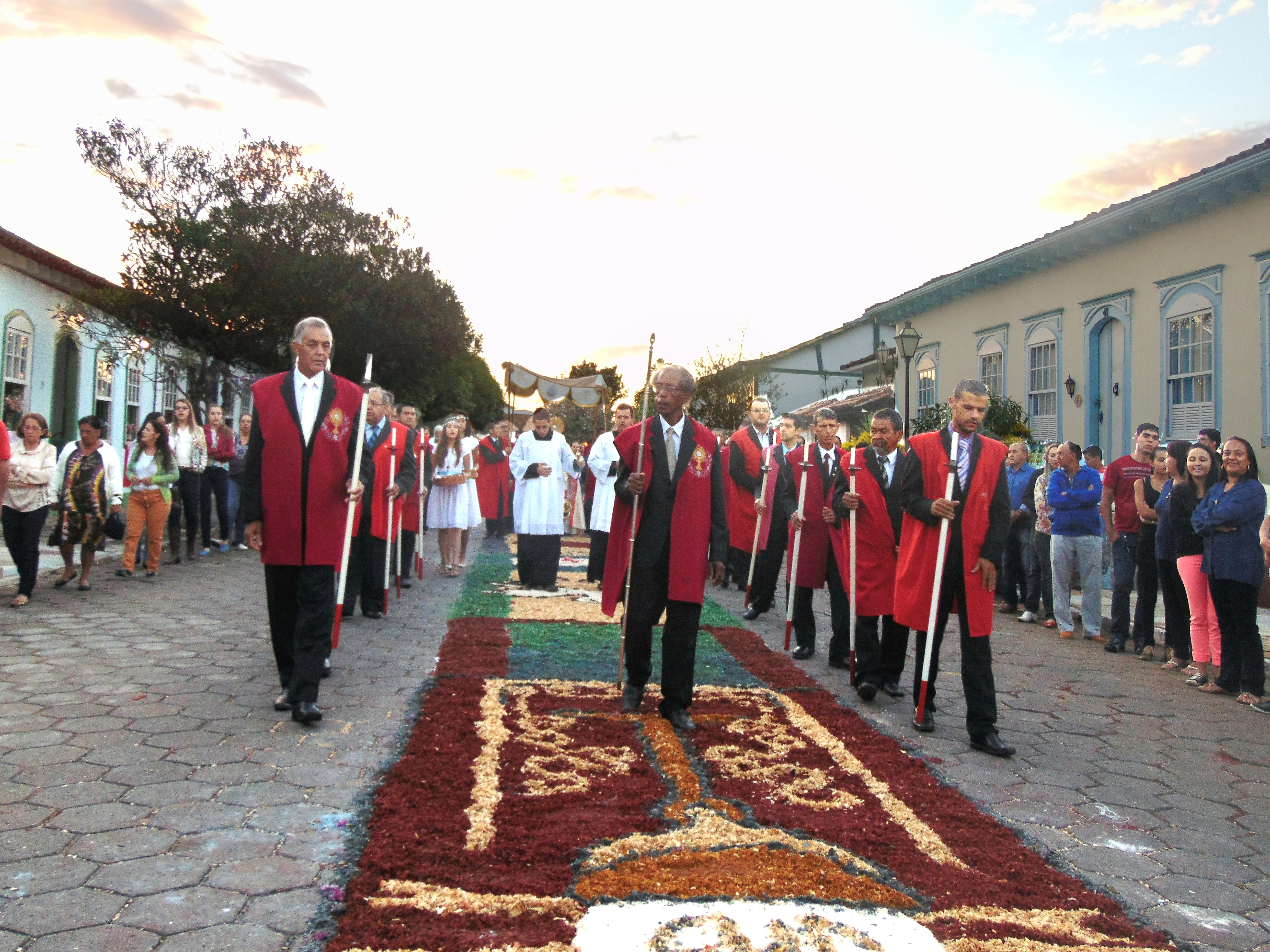
Irmandade do Santíssimo Sacramento de Pirenópolis, atuante desde 1728, em cortejo acompanhando o Santíssimo.

A Irmandade do Santíssimo Sacramento é uma confraria católica originada ainda na Idade Média, está entre as mais respeitáveis e antigas irmandades religiosas do catolicismo. Sua origem está ligada piedade e devoção eucarística. Sabe-se que a celebração de Corpus Christi, criada por Urbano IV em 1264 teve a participação da citada confraria.
Porém, sua autorização canônica veio através da Bulla Dominus Noster Jesu Christi do Papa Paulo III, de 30 de novembro de 1539, na qual concedia grandes privilegiativos a Irmandade do Santíssimo existente na Santa Maria sopra Minerva, e de lá,  espalhou-se por todo mundo católico. Atualmente é formada por todas as raças, se faz presente em quase todas as paróquias e é geralmente no Brasil, responsável ou associada as tradições da Semana Santa e Corpus Christi.

## Origens

Membros da Irmandade do Santíssimo de Mafra antecedidos pelo Cardeal-Patriarca de Lisboa, D. Manuel II, 1930.

Tratando-se de uma confraria presente em quase todas as Paróquias, existe várias lendas, histórias e folclore quanto ao surgimento da Irmandade, porém, todas estão ligadas a piedade e devoção a Eucaristia. Dentre os relatos mais antigos estão a celebração de Corpus Christi, em 1264.
Em Portugal, sabe-se que em 1403 já existia na Arquidiocese de Braga a Confraria do Corpo de Deus, e que a mesma congregava naquele ano mais de cem irmãos. Em 1457 também em Ponte da Barca e demais locais de Portugal.
Após tomar parte no Concílio de Trento, o frei dominicano Tomás de Stella O.P, italiano de Veneza, preocupado com o estado no qual se encontravam os sacrários de Roma, agrupou na Igreja de Santa Maria Sopra Minerva, um grupo de clérigos e leigos, dentre eles Inácio de Loyola fundador dos Jesuítas, grande defensor e propagador desta Irmandade.
Com os grandes frutos e benefícios obtidos na Irmandade, Stella é ordenado Bispo de Justinópolis e o Papa Paulo III aprovou sua Confraria, concedendo-a através da Bula Dominus Noster Iesus Christus (Nosso Senhor Jesus Cristo) de 30 de novembro de 1539, privilégios e indulgências, bem como as demais que se fundasse em iguais condições, espalhando-se por todo mundo católico.
Ao ter conhecimento da Confraria de Roma, o então arcebispo de Braga Cardeal-Rei D. Henrique obteve autorização para que em sua Diocese tivesse o mesmos privilégios da de Roma, o que foi autorizado em 1540. Em senso de 1918 tal diocese possua 803 Irmandades do Santíssimo. Com a transferência para Évora tal bispo também fundou Irmandades do Santíssimo com estes mesmo privilégios, ficando a Irmandade associada a elite e a realeza, espalhando-se pelos territórios portugueses.

## Brasil

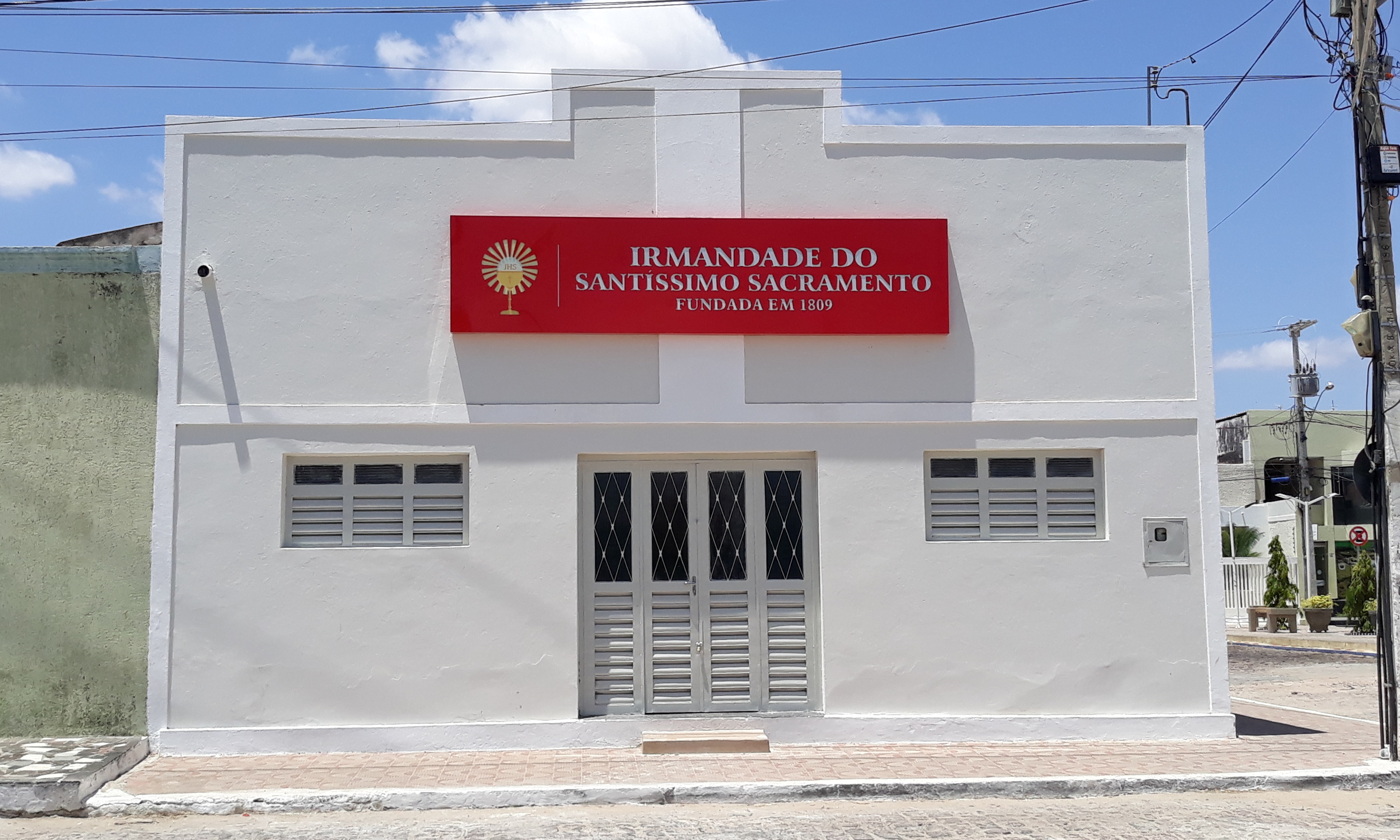
Irmandade do Santíssimo Sacramento em Sousa, Paraíba.

No Brasil, a Irmandade se faz presente desde a ocupação branca do território brasileiro e formada pela elite branca, sobretudo no período colonial, responsável pela construção das Igrejas Matrizes nas regiões do Ciclo do Ouro.
Até o presente momento, não existe o documento que comprove o local da criação da primeira Irmandade em terras brasileiras, mas há uma carta escrita em 09 de agosto de 1549 por Manuel da Nóbrega solicitando a concessão das mesmas indulgências as Irmandade de Minerva. Segundo Serafim Leite, não há elementos bastantes para se ver a consequência imediata do pedido de 1549, mas vinte e poucos anos mais tarde, as confrarias do Santíssimo Sacramento já existiam no Brasil até nas aldeias dos índios, depois de elas se organizarem em bases de continuidade, sendo hoje presente em todas as regiões do país. 
Para integrar as centenas de Irmandades do Santíssimo espalhada pelo território nacional, em 1971, o então arcebispo da Arquidiocese de Aparecida Dom Carlos Carmelo de Vasconcelos Motta iniciou a Romaria Nacional em Aparecida, que desde então é realizada. Concluindo o projeto iniciado pelo Cardeal Mota, em 26 de janeiro de 2021 foi criada a Provedoria Nacional das Irmandades do Santíssimo, com a eleição da sede em Aparecida, e no dia seguinte, 27 de janeiro foi celebrada por Dom Orlando Brandes arcebispo da Arquidiocese de Aparecida, a Missa em ação de graças pela criação da Provedoria Nacional.

### Sudeste
No Rio de Janeiro teve um papel fundamental no âmbito cristão, quando ajudou a igreja a levantar fundos para grandes obras, destacando-se a Igreja de Nossa Senhora da Candelária, sede da mais antiga Irmandade do Santíssimo da cidade. Em âmbito assistencial, a Irmandade em 1763, fundou o venerável Hospital Frei Antônio no bairro de São Cristóvão, com autorização de frei Antônio, então bispo do Rio de Janeiro que delegou a Irmandade como responsável pela administração do hospital. Assistindo os cidadãos cariocas, o hospital é um exemplo das relações estreitas entre o papel da Igreja e do Estado na cidade. A Irmandade e o hospital existem até os dias atuais.
Em Minas Gerais, dentre as principais construções destaca-se a Matriz do Pilar e a Matriz de Nossa Senhora da Conceição de Antônio Dias em Ouro Preto e a Catedral Basílica de Nossa Senhora do Pilar em São João Del Rei.

### Nordeste

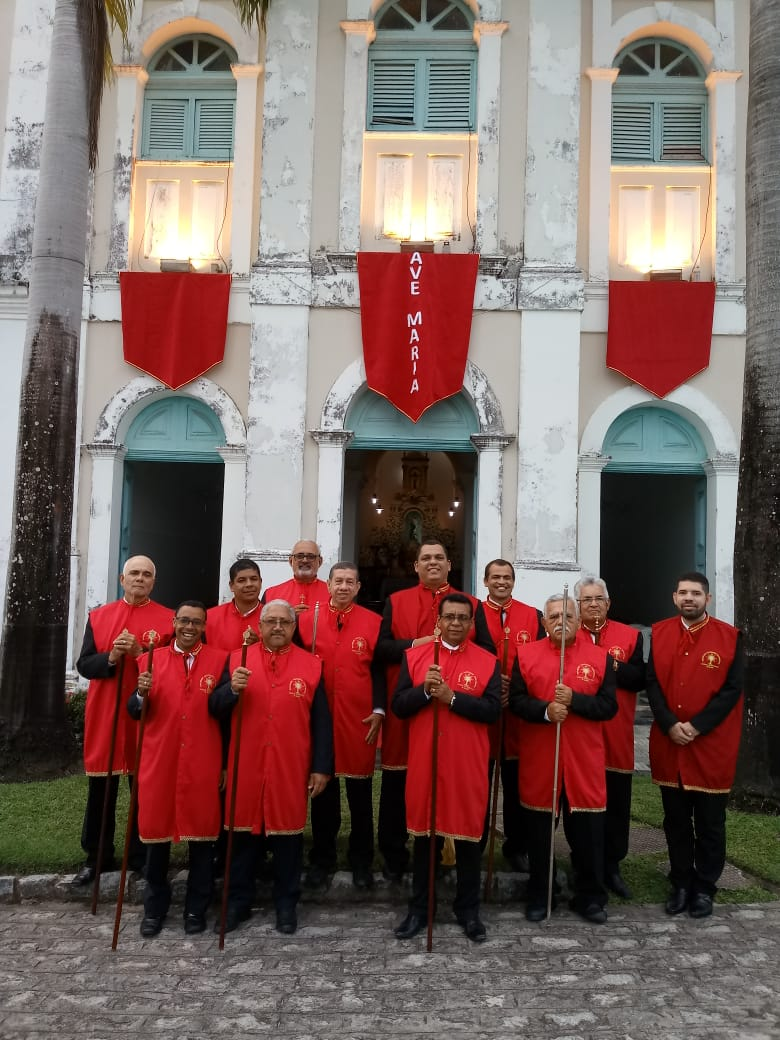
Membros da Irmandade do Santíssimo Sacramento de Maceió, fundada em 1825.

No Nordeste há várias Igrejas construídas pela Irmandade. Em sobral a Irmandade está presente há 260 anos.

### Centro-oeste
Em Goiás, foi inicialmente fundada na cidade de Pirenópolis em 1728, ano em que deu início a construção da Igreja Matriz local, possibilitando assim a criação da Paróquia do Rosário, em cujo local até hoje se faz influente, sendo em 2019, reconhecida com o título de Patrimônio Cultural e Imaterial do Município.

### Norte
No Amazonas, uma das primeiras Irmandades do Santíssimo a serem fundadas foi a de Catedral Manaus em 1890, ano em que adquiriu várias peças sacras. Também ela nesse ano construiu o Cemitério São João Batista, que até hoje abriga túmulos famosos no principal cemitério de Manaus.